# Afrikaanse grijskop
De Afrikaanse grijskop (Sylvia abyssinica) is een zangvogel uit de familie Sylviidae (grasmussen).

## Kenmerken
De Afrikaanse grijskop is 13 cm lang. Het is een onopvallende vogel met een olijfbruine mantel, vleugels en staart. Van onder is de vogel grijs. Het is een schuwe vogel die zich ophoudt in de ondergroei.

## Verspreiding en leefgebied
De Afrikaanse grijskop komt versnipperd voor van westelijk tot oostelijk Afrika en telt zes ondersoorten:
- S. a. monachus: Mount Cameroon.
- S. a. claudei: Bioko.
- S. a. ansorgei: westelijk-centraal Angola, zuidoostelijk Congo-Kinshasa en westelijk Tanzania.
- S. a. stierlingi: oostelijk-centraal en zuidwestelijk Tanzania.
- S. a. stictigula: noordoostelijk Zambia, noordelijk Malawi en noordwestelijk Mozambique.
- S. a. abyssinica: zuidoostelijk Zuid-Soedan en van centraal Ethiopië tot noordoostelijk Tanzania.

Het leefgebied bestaat uit droge (sub)tropische bossen of vochtige bergbossen of struwelen.

## Status
De grootte van de populatie is niet gekwantificeerd. Deze soort is plaatselijk nog redelijk algemeen, maar gaat in aantal achteruit. Echter, het tempo ligt onder de 30% in tien jaar (minder dan 3,5% per jaar). Om deze reden staat deze soort als niet bedreigd op de Rode Lijst van de IUCN.